# Келермесские курганы
Келермесские курганы — археологические памятники, курганы, расположенные неподалёку от станицы Келермесская в Гиагинском районе Адыгеи, в которых обнаружены богатые меотские погребения, датируемые VII и VI веками до н. э.

## Общие сведения
Были частично исследованы Н. И. Веселовским в 1903—04 годах. Под курганными насыпями в результате раскопок он обнаружил большие прямоугольные могилы с перекрытиями в виде деревянных шатров на столбах. В могилах были найдены оружие, украшенные в зверином стиле, посуда, останки лошадей. Часть найденных экспонатов находится в Эрмитаже.
Культ коня ярко проявился наличием останков (скелетов) принесённых в жертву 24-х лошадей, с богатыми уздечными наборами.
В погребении также были обнаружены бронзовые украшения погребальной колесницы, оружие, золотые диадемы и чаши, серебряные ритон и зеркало.

### Этнокультурная принадлежность
В 1903—1904 гг., когда Н. И. Веселовский вёл только первые археологические раскопки, когда исследовательская и сравнительная база артефактов только создавались, преобладало мнение, что погребение оставлено скифами, которые проходили здесь после походов в Переднюю Азию. Л. К. Галанина на настоящее время остаётся сторонником скифской принадлежности данных курганов, считая их погребениями «раннескифской эпохи».
Н. В. Анфимов писал следующее :

Курганы эти расположены в Закубанье, коренным населением которого являлись меоты. Но большинство исследователей относят курганы к скифам, считая, что оставлены они скифами при возвращении своём из Передней Азии в степи Северного Причерноморья. Крупнейший советский скифолог профессор Б. И. Граков считал эти курганы (Келермесские, Костромской и Ульские курганы) — меотскими.
Относительно изготовителей содержимого курганов он же далее писал :

Предметы эти (из Келермесских курганов), в которых так причудливо сочетаются элементы переднеазиатского искусства со скифским, изготовлены, как считает крупнейший советский ученый в области урартоведения академик Б. Б. Пиотровский, под влиянием урартских образцов и, возможно, изготовлялись для скифов в кавказских районах, где урартская культура была ещё жива.
В. Р. Эрлих продолжительное время систематически выступает с аргументированной критикой скифской идентификации данных курганов. Он провёл анализ находок Келермесских курганов и сделал вывод:
«Подводя итоги рассмотрению обрядовых групп эталонного „раннескифского“ памятника, являющимся в то же время древнейшим некрополем меото-скифского периода, мы можем сказать, что все типы представленных здесь погребальных и культовых сооружений восходят к протомеотской группе памятников.»

## Металлографический анализ
В 1989 году H. H. Терехова произвела химико-технологический анализ чёрного металла Келермесских курганов. В результате выявлены признаки, отличающие чёрный металл из данных курганов от металлов скифских изделий Северного Причерноморья. Как установила Н. Н. Терехова, чёрный металл из Келермесских курганов хорошо вписывается в металлургическую группу, объединяющую Ульские и другие меотские курганы, такие как могильник Нартая (Кабардино-Балкария) и др.